# Philip Kerr
Pour les articles homonymes, voir Kerr.
Ne doit pas être confondu avec Philip Kerr, 11e marquis de Lothian (1882-1940), homme politique britannique.
Œuvres principales
- La Trilogie berlinoise (1989-1991)
- Les Enfants de la lampe magique (2004-2011)
- La Mort, entre autres (2009)
- Une douce flamme (2010)

Philip Ballantyne Kerr, né le 22 février 1956 à Édimbourg (Écosse) et mort le 23 mars 2018,, à Londres, est un auteur britannique de roman policier et de littérature d'enfance et de jeunesse.

## Biographie
Philip Kerr étudie à l'université de Birmingham de 1974 à 1980 et obtient des diplômes de maîtrise en droit et en philosophie. Il travaille un temps comme rédacteur publicitaire pour l'agence Saatchi and Saatchi avant de devenir journaliste indépendant, puis écrivain de romans policiers en 1989. Le succès de sa Trilogie berlinoise (Berlin Noir), ayant pour héros Bernhard Gunther, un enquêteur privé surnommé Bernie, dont les aventures ont pour cadre l'Allemagne nazie, le pousse à se consacrer à l'écriture à temps plein. Alors qu'il avait annoncé la fin de Gunther après la publication de la trilogie, il lui consacre de nouvelles aventures à partir de 2006.
En 2015, avec Le Mercato d'hiver (January Window), il entame un nouveau cycle ayant pour héros un entraîneur de football, Scott Manson.
À l'occasion, il publie des articles pour le Sunday Times, l'Evening Standard et le New Statesman. Envoyé spécial de la BBC à Moscou en 1994, il peut suivre pendant trois semaines une enquête du chef de la police de Saint-Pétersbourg. À son retour au Royaume-Uni, il en tire un roman de procédure policière sur la mafia russe intitulé Chambres froides (Dead Meat).
Trois de ses romans, qui se déroulent dans un futur proche, sont des réquisitoires contre la déshumanisation d'une société envahie par l'informatique : Une enquête philosophique (A Philosophical Investigation, 1992), La Tour d'Abraham (Gridiron, 1995) et Le Sang des hommes (The Second Angel, 1998).
Sous la signature P. B. Kerr, il poursuit également la publication à partir de 2004 d'une série pour la jeunesse, Les Enfants de la lampe magique (Children of the Lamp).
Philip Kerr réside à Londres avec sa femme, Jane Thynne, également écrivain, et leurs trois enfants. Il meurt des suites d'un cancer de la vessie le 23 mars 2018, à l'âge de 62 ans.

## Œuvre

### Romans

#### SérieBernie Gunther
1. L'Été de cristal, Masque, coll. « Le Masque » no 2133, 1993 ((en) March Violets, 1989), trad. Gilles Berton  (ISBN 2-7024-2361-2)Se déroule en 1936. Réédition, Le Livre de poche no 13745, 1995 ; réédition dans Philip Kerr vol. 1, Masque, coll. « Intégrale du Masque », 1998 (ISBN 2-7024-2914-9) ; réédition dans une traduction révisée dans La Trilogie berlinoise, Le Livre de poche no 31644, 2010 (ISBN 978-2-253-12843-4)
2. La Pâle Figure, Masque, coll. « Grands formats », 1994 ((en) The Pale Criminal, 1990), trad. Gilles Berton  (ISBN 2-7024-2426-0)Se déroule en 1938. Réédition, Le Livre de poche no 13955, 1996 ; réédition dans Philip Kerr vol. 1, Masque, coll. « Intégrale du Masque », 1998 (ISBN 2-7024-2914-9) ; réédition dans une traduction révisée dans La Trilogie berlinoise, Le Livre de poche no 31644, 2010 (ISBN 978-2-253-12843-4)
3. Un requiem allemand, Masque, coll. « Grands formats », 1995 ((en) A German Requiem, 1991), trad. Gilles Berton  (ISBN 2-7024-2419-8)Se déroule en 1947-1948. Réédition, Le Livre de poche no 14012, 1996 (ISBN 2-253-14012-0) ; réédition dans Philip Kerr vol. 1, Masque, coll. « Intégrale du Masque », 1998 (ISBN 2-7024-2914-9) ; réédition dans une traduction révisée dans La Trilogie berlinoise, Le Livre de poche no 31644, 2010 (ISBN 978-2-253-12843-4)
4. La Mort, entre autres, Masque, 2009 ((en) The One From the Other, 2006), trad. Johan-Frederik Hel Guedj  (ISBN 978-2-7024-3314-0)Se déroule en 1949 après un prologue situé en 1937. Réédition, Le Livre de poche no 32077, 2011 (ISBN 978-2-253-12852-6)
5. Une douce flamme, Masque, 2010 ((en) A Quiet Flame, 2008), trad. Philippe Bonnet  (ISBN 978-2-7024-3433-8)Se déroule en 1932 et 1950. Réédition, Le Livre de poche no 32433, 2012 (ISBN 978-2-253-16131-8)
6. Hôtel Adlon, Masque, 2012 ((en) If The Dead Rise Not, 2009), trad. Philippe Bonnet  (ISBN 978-2-7024-3494-9)Se déroule en 1934 et 1954. Réédition, Le Livre de poche no 32820, 2013 (ISBN 978-2-253-16727-3)
7. Vert-de-gris, Masque, 2013 ((en) Field Grey, 2010), trad. Philippe Bonnet  (ISBN 978-2-7024-3635-6)Se déroule en 1954. Réédition, Le Livre de poche no 33284, 2014 (ISBN 978-2-253-17592-6)
8. Prague fatale, Masque, 2014 ((en) Prague Fatale, 2011), trad. Philippe Bonnet  (ISBN 978-2-7024-3848-0)Se déroule en 1941. Réédition, Le Livre de poche no 33659, 2015 (ISBN 978-2-253-00041-9)
9. Les Ombres de Katyn, Masque, 2015 ((en) A Man Without Breath, 2013), trad. Philippe Bonnet  (ISBN 978-2-7024-4159-6)Se déroule en 1943. Réédition, Le Livre de poche no 34079, 2016 (ISBN 978-2-253-09522-4)
10. La Dame de Zagreb, Masque, 2016 ((en) The Lady from Zagreb, 2015), trad. Philippe Bonnet  (ISBN 978-2-7024-4557-0)Se déroule en 1943. Réédition, Le Livre de poche no 34383, 2017 (ISBN 978-2-253-08645-1)
11. Les Pièges de l'exil, Seuil, 2017 ((en) The Other Side of Silence, 2016), trad. Philippe Bonnet  (ISBN 978-2-021-33993-2)Se déroule en 1956. Réédition, Points, coll. « Points policier » no P4801, 2018 (ISBN 978-2-7578-7130-0)
12. Bleu de Prusse, Seuil, 2018 ((en) Prussian Blue, 2017), trad. Jean Esch  (ISBN 978-2-021-34074-7)Se déroule en 1939 après un prologue situé en 1956. Réédition, Points, coll. « Points policier » no P4965, 2019 (ISBN 978-2-7578-7549-0)
13. L'Offrande grecque, Seuil, 2019 ((en) Greeks Bearing Gifts, 2018)  (ISBN 978-2-021-34068-6)Se déroule en 1957. Réédition, Points Policiers n°5286, 5 novembre 2020  (ISBN 978-2-7578-8093-7)
14. Metropolis, Seuil, 2019 ((en) Metropolis, 2019)Se déroule en 1928.Série Bernie Gunther par ordre chronologique : 14, 6', 1, 2, 12', 8, 9, 10, 3, 4, 5, 6", 7, 11, 12" et 13

#### SérieScott Manson
1. Le Mercato d'hiver, Masque, 2016 ((en) January Window, 2014)  (ISBN 978-2702441572)
2. La Main de Dieu, Masque, 2016 ((en) Hand of God, 2015)  (ISBN 978-2702441589)
3. La Feinte de l'attaquant, Masque, 2017 ((en) False Nine, 2015)  (ISBN 978-2702448519)

#### Autres romans
- Une enquête philosophique, Seuil, 1994 ((en) A Philosophical Investigation, 1992), trad. Claude Demanuelli  (ISBN 978-2-0201-9892-9)Réédition, Seuil, coll. « Points » no 244, 1996 ; réédition, Éditions du Masque, 2011
- Chambres froides, Éditions du Masque, coll. « Le Masque » no 2169, 1994 ((en) Dead Meat ou Grushko, 1993), trad. Laurence Kiefé  (ISBN 978-270-242436-0)Réédition, Éditions du Masque, coll. « Masque Poche » no 3, 2012
- La Tour d'Abraham, Éditions du Masque, 1996 ((en) Gridiron ou The Grid, 1995), trad. Gilles Berton  (ISBN 978-270-247845-5)
- Ésaü ou le Chaînon manquant, Éditions du Masque, coll. « Grands Formats », 1997 ((en) Esau, 1996), trad. Annie Hamel  (ISBN 978-270-247860-8)
- Cinq ans de réflexion, Éditions du Masque, 1998 ((en) A Five Year, 1998)Réédition, Le Livre de poche no 17081, 1999
- Le Sang des hommes, Éditions du Masque, 1999 ((en) The Second Angel, 1998), trad. Pascal Loubet  (ISBN 978-270-247886-8)Réédition, Le Livre de poche no 17111, 2000
- Impact, Masque, coll. « Grands Formats », 2000 ((en) The Shot, 1999), trad. Pascal Loubet  (ISBN 978-2702479292)Réédition, Le Livre de poche no 17205, 2001 ; réédition, Masque, coll. « Masque poche » no 32, 2013
- Le Chiffre de l'alchimiste, Éditions du Masque, coll. « Grands Formats », 2004 ((en) Dark Matter: The Private Life of Sir Isaac Newton, 2002), trad. Gilles Berton  (ISBN 2-7024-3204-2)Réédition, Éditions du Masque, coll. « Labyrinthes » no 162[4], 2007 (ISBN 978-270-243380-5)
- La Paix des dupes, Éditions du Masque, coll. « Grands Formats », 2007 ((en) Hitler's Peace, 2005), trad. Johan-Frédérik Hel Guedj  (ISBN 978-270-243174-0)Réédition, Le Livre de poche no 17081, 2012
- Pénitence, Éditions du Masque, coll. « Grands Formats », 2017 ((en) Prayer, 2013), trad. Philippe Bonnet  (ISBN 978-2-702-44111-4)Réédition, Éditions du Masque, coll. « Masque poche », 2019

### Romans pour les enfants

#### SérieLes Enfants de la lampe magique
1. Le Secret d'Akhenaton, Bayard Jeunesse, 2006 ((en) The Akhenaten Adventure, 2004), trad. Pascale Jusforgues  (ISBN 978-2747022576)
2. Le Djinn bleu de Babylone, Bayard Jeunesse, 2006 ((en) The Blue Djinn of Babylon, 2005), trad. Pascale Jusforgues  (ISBN 978-2747020466)
3. Le Cobra de Katmandou, Bayard Jeunesse, 2007 ((en) The Cobra King of Kathmandu, 2006), trad. Pascale Jusforgues  (ISBN 978-2747021753)
4. Le Réveil de l'armée fantôme, Bayard Jeunesse, 2009 ((en) The Day of the Djinn Warriors, 2007), trad. Pascale Jusforgues  (ISBN 978-2747028875)
5. L'Œil de la forêt, Bayard Jeunesse, 2011 ((en) The Eye of the Forest, 2009), trad. Pascale Jusforgues  (ISBN 978-2747029704)
6. (en) The Five Fakirs of Faizabad, 2010
7. (en) The Grave Robbers of Genghis Khan, 2011

#### Autre roman
- (en) One Small Step, 2008

## Distinctions

### Prix
- Prix du roman d'aventures 1993 pour L'Été de cristal
- Prix Mystère de la critique 1994 pour L'Été de cristal, catégorie meilleur roman étranger[5]
- Prix du polar européen 2009 pour La Mort, entre autres[6]
- Prix des lecteurs du Livre de poche, catégorie policier-thriller 2010 pour La Trilogie berlinoise
- CWA Historical Dagger (en) 2009 pour Hôtel Adlon (If the Dead Rise Not)[7]
- RBA Prize for Crime Writing (en) 2009 pour Hôtel Adlon (If the Dead Rise Not)[8]
- Prix Barry 2010 pour Hôtel Adlon (If the Dead Rise Not)[9]
- Prix Palle-Rosenkrantz 2014 pour Les Ombres de Katyn[10]

### Nominations
- Prix New Blood Dagger 1989 pour March Violets[7]
- Pris Dagger 1993 pour Dead Meat[7]
- Prix Historical Dagger 2007 pour The One from the Other[7]
- Prix Historical Dagger 2008 pour A Quiet Flame[7]
- Prix Shamus 2011 du meilleur roman pour If the Dead Rise Not[11]
- Prix Edgar-Allan-Poe 2012 du meilleur roman pour Field Grey[12]
- Prix Historical Dagger 2012 pour Prague Fatale[7]
- Prix Edgar-Allan-Poe 2016 du meilleur roman pour The Lady from Zagreb[12]
- Prix Macavity 2016 du meilleur roman historique pour The Lady from Zagreb[13]
- Prix Historical Dagger 2016 pour The Other Side of Silence[7]
- Prix Edgar-Allan-Poe 2018 du meilleur roman pour Prussian Blue[12]
- Prix Barry 2018 du meilleur roman pour Prussian Blue[9]
- Prix Barry 2020 du meilleur roman pour Metropolis[9]
- Prix Historical Dagger 2020 pour Metropolis[7]

## Sources
- Claude Mesplède (dir.), Dictionnaire des littératures policières, vol. 2 : J - Z, Nantes, Joseph K, coll. « Temps noir », 2007, 1086 p. (ISBN 978-2-910-68645-1, OCLC 315873361), p. 91-92.